# 塔卧镇
塔卧镇，是中华人民共和国湖南省湘西土家族苗族自治州永顺县下辖的一个乡镇级行政单位。

## 行政区划
塔卧镇下辖以下地区：
塔卧社区、隆华社区、文昌村、仓坪村、七里坪村、洛洞村、惹坝村、广荣村、三家田村、大坝村、科甲村、茶林村、廻龙村和蟠龙村。